# 12 Plumas Negras

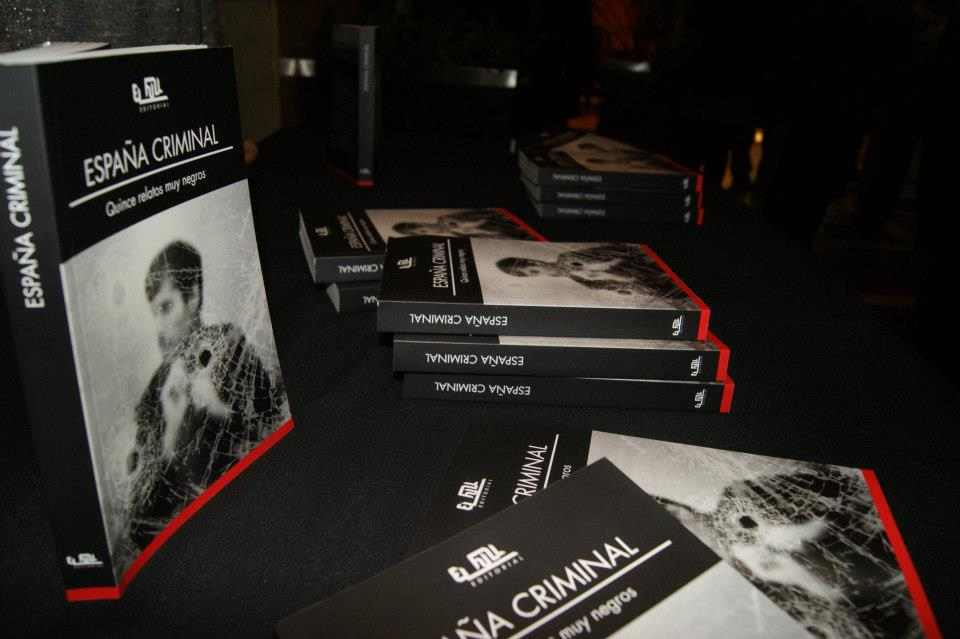
España criminal 2011.

12 Plumas Negras es el nombre de un grupo formado por profesionales del mundo de la comunicación, escritores y periodistas que tienen en común su afición por la novela negra. En este colectivo se encuadran tanto escritores consagrados como autores noveles que, junto a reconocidos profesionales del mundo de la comunicación, publican diversas antologías de novela negra

## Historia
La idea nace en Castellón, en el año 2008, cuando varios profesionales de la comunicación y periodistas plantean la posibilidad de pasar de disfrutar de la lectura de novela negra a disfrutar escribiendo. Es en ese año cuando se publica Crímenes de Castellón (Editorial El Full), un libro en el que la capital de La Plana será el escenario de doce tramas ambientadas en el género negro. Un año más tarde publicaron Más Crímenes de Castellón (Editorial El Full) ilustrado por Juan García Ripollés, una mezcla entre ficción y realidad en la que el lector puede reconocer con facilidad lugares y personajes de la ciudad de Castellón.
En mayo de 2010 editaron Valencia criminal una obra de relatos breves compuesta por 20 colaboradores de distinta ocupación unidos por la novela negra y policiaca". Los escenarios de los crímenes serán Valencia y su área metropolitana.
En el año 2012, nace España criminal. 15 relatos muy negros en los que se puede encontrar sexo, muerte y crítica social. Jordi Sevilla, exministro de Administraciones Públicas del gobierno de España (2004-2007), formará parte, como escritor, de esta antología de relatos negros.
España negra, su quinta antología de 27 relatos de novela negra, fue publicada en 2013. El colectivo de escritores conocido como 12 Plumas Negras, en esta ocasión cuenta con 27 autores y con nueva editorial, Rey Lear.

## Antologías publicadas
Dentro de cada una de las obras publicadas por el colectivo 12 Plumas Negras existe un tema común, el sexo, la violencia y la crítica social.

### Crímenes de Castellón
2008. Crímenes de Castellón. El Full, Onda, Castellón.

### Más crímenes de Castellón
2009. Más crímenes de Castellón. ISBN 978-84-937620-0-1 El Full, Onda, Castellón.

### Valencia criminal
2010. Valencia criminal ISBN 978-84-937620-8-7. El Full, Onda, Castellón.

### España criminal
2011. España criminal. El Full, Onda, Castellón.

### España negra
2013. España negra. Rey Lear.

## Alma mater
Cuatro autores fijos son los que han participado en todas las ediciones del colectivo 12 Plumas Negras
- Suso Postigo[5] y Castellón Baila.[6]

- Juan Carlos Enrique Forcada.[7]

- Francisco Fernández Beltrán.[8]

- Pablo Sebastiá Tirado.[9][10][11]